# Yumanos
Entre los primeros registros de las tribus yumanas se encuentran los cucapah, halyikwamai, alakwisa, kohuana, kamia, yuma, halchidhoma y mojave. Los yumanos originalmente vivían en las inmediaciones de la actual Los Ángeles y de sus islas —el archipiélago del Norte— pero fueron ya sea exterminados de la zona o desterrados por los tongvas entre 1500 y 500 a. C.
Hoy en día agrupa a distintas tribus, asentadas principalmente en California Arizona en Estados Unidos y Baja California en México.  
Las tribus en México son: cucapah (Mexicali Baja California y Cocopa (en Yuma Arizona) y kumiai, (Tecate Baja California y San Diego California), y el resto en Baja California como son: kiliwa, (Tecate) pai pai (Ensenada), tipai y cochimís (San Quintín).  
En Estados Unidos, en el estado de Arizona están los quechan (o pueblo yuma), maricopa, halchidhoma, mojave, yavapai, hualapai y havasupai. Este grupo cuenta con la familia etnolinguística yumana - Cochimí. 

Lengua Yumano Cochimíes

## Antecedentes
Los antecesores de los yumanos son la Cultura de San Dieguito  y los lajollano, quienes pertenecieron al período paleo indio con antigüedad de 10,000 años. Se han encontrado vestigios con 7,000 años. Los yumanos en México cuentan con una antigüedad de 2,500 a C. donde entonces eran nómadas, cuya subsistencia era cazadores, pescadores y recolectores. Posteriormente se establecen en la zona de forma semi-permanente. De alguna manera está relacionada con la cultura hohokam. También hacen piezas de cerámica y adornos de conchas y piedras. Este modo de vida duró hasta la llegada de Occidente, así como el lenguaje en que se comunicaban, con algunas variantes.
El explorador español Hernando de Alarcón fue el primer español en mencionar a los yumanos - Cucapá como los en los márgenes del Río Colorado en 1540. Juan de Oñate llegó al Río Gia en 1603. El misionero venido de la evangelización de los pimas en el norte de Sonora y sur de Arizona, Eusebio Francisco Kino hizo contacto con los yumas en 1699, 1701, 1702, y 1706  de los cuales estimó una población de 2500 individuos en el margen del Río Gila, y Río Colorado. Juan Bautista de Anza llegó y atravesó el Río Colorado en 1774-1776, que a su vez fueron recibidos por Olleyquotequiebecon quien Salvador Palma, hizo amistad con ellos y convenció a algunos yuma para que se bautizaran.
En el sur, los cochimíes, fueron contactados por los evangelizadores y exploradores de la Baja California por el misionero y explorador croata Fernando Consag en 1746, cuando llegó al  la desembocadura y Delta del Río Colorado. En 1751 se inició la fundación de La misión de Santa Gertrudis en tierras cochimíes.
El misionero y explorador Wenceslao Linck aprendió la lengua cochimí del padre Jorge Retz. Cuando fue enviado a la misión de San Francisco Borja de Ádac en Baja California, la cual construyó el primer edificio en 1762, con adobe de barro, ubicado donde están los manantiales de Ádac, uno de ellos de origen termal, Los indígenas hostiles, se sumaron a la feligresía de la misión, sumando hasta 2,000 indígenas. Posteriormente fueron evangelizando hacia el norte construyendo así múltiples misiones en territorio yumano. Wenceslao fue el primero que tuvo contacto con los Kiliwas, quien registró e informó tal encuentro. Realizó anotaciones etnográficas en sus diarios sobre sus costumbres, geografía, algunos términos indígenas y aspectos de su vida diaria. Los misioneros nunca residieron ni evangelizaron a los Cucapáhs.
El Arte Rupestre en Baja California como vestigios de las culturas yumanas en más de 23 sitios, distribuidos a lo largo el estado.
La cultura de los yumanos del norte de Baja California, han permanecido viva, y todavía se pueden encontrar pequeños grupos de habitantes de las diferentes etnias yumanas, excepto cochimíes.